# Mejía
Mejía ist ein spanischer Familienname.

## Namensträger
- Adolfo Mejía (Adolfo Mejía Navarro, 1905–1973), kolumbianischer Komponist
- Alexander Mejía (* 1988), kolumbianischer Fußballspieler
- Álvaro Mejía (Leichtathlet) (1940–2021), kolumbianischer Leichtathlet
- Álvaro Mejía (Radsportler) (* 1967), kolumbianischer Radsportler
- Álvaro Mejía (Fußballspieler) (* 1982), spanischer Fußballspieler
- Arturo Salazar Mejía (1921–2009), kolumbianischer Geistlicher, Bischof von Pasto
- Carlos Mejía (Reiter) (1894–?), mexikanischer Springreiter
- Carlos Mejía Godoy (* 1943), nicaraguanischer Musiker
- Carlos Mejía (Boxer) (1957–2020), kolumbianischer Boxer
- Carlos Mejía (Fußballspieler, 1991) (* 1991), guatemaltekischer Fußballspieler
- Carlos Mejía (Fußballspieler, 2000) (* 2000), honduranischer Fußballspieler
- Carlos Will Mejía (* 1983), honduranischer Fußballspieler
- Cristóbal Bernardo Mejía Corral (* 1954), peruanischer Geistlicher, Bischof von Chulucanas
- Darío de Jesús Monsalve Mejía (* 1948), kolumbianischer Geistlicher, Erzbischof von Cali
- Diego Andrei Mejía (* 1983), mexikanischer Fußballspieler
- Dionisio Mejía (1907–1963), mexikanischer Fußballspieler
- Edgar Mejía (* 1988), mexikanischer Fußballspieler
- Edgar Jesús Mejía Orozco (* 1976), kolumbianischer römisch-katholischer Geistlicher, Weihbischof in Barranquilla
- Enrique Mejía Arredondo (1901–1951), dominikanischer Komponist und Dirigent
- Estanislao Mejía (Estanislao Mejía Castro; 1882–1967), mexikanischer Komponist und Musikpädagoge
- Fausto Ramón Mejía Vallejo (* 1941), kubanischer Priester, Bischof von San Francisco de Macorís
- Federico Mejía (1861–1937), el-salvadoranischer Politiker und Diplomat
- Gerardo Mejía (* 1965), US-amerikanischer Schauspieler
- Gustavo Isaza Mejía († 2007), Arzt
- Henry Mejía (1991–2014), honduranischer Fußballspieler
- Hipólito Mejía (Rafael Hipólito Mejía Domínguez; * 1941), dominikanischer Politiker, Präsident der Dominikanischen Republik
- Jarvi Mejía († 2012), kolumbianisch-venezolanischer Fußballspieler
- Jenrry Mejía (* 1989), dominikanischer Baseballspieler
- Jonathan Mejía (* 1989), honduranischer Fußballspieler
- Jorge María Mejía (1923–2014), argentinischer Kurienkardinal
- José Luis López Mejía (* 1955), mexikanischer Fußballspieler
- Juan Ramón Mejía (* 1988), honduranischer Fußballspieler
- Kevin Mejía (* 1995), honduranischer Ringer
- León Mejía (* 1934), kolumbianischer Radrennfahrer
- Luis Mejía (* 1991), panamaischer Fußballtorhüter
- Luis Enrique Mejía Godoy (* 1945), nicaraguanischer Musiker
- Luis Enrique Mejía López (* 1962), nicaraguanischer Sänger und Komponist, siehe Luis Enrique (Sänger)
- Luis Mejía Oviedo (* 1953), dominikanischer Sportfunktionär
- Manuel Antonio Mejía Dalmau (* 1947), ecuadorianischer Geschäftsmann und Diplomat
- Marlon Mejía (* 1979), salvadorianischer Fußballschiedsrichter
- Martha Mejía (* 1992), mexikanische Handballspielerin
- Miguel Mejía Barón (* 1949), mexikanischer Fußballtrainer
- Mindy Mejia, amerikanische Schriftstellerin
- Nicolás Mejía (* 2000), kolumbianischer Tennisspieler
- Omar de Jesús Mejía Giraldo (* 1966), kolumbianischer Geistlicher, Bischof von Florencia
- Óscar Humberto Mejía Víctores (1930–2016), guatemaltekischer Präsident
- Pedro Mejía (* 1978), dominikanischer Sprinter
- Pedro José Rivera Mejía (1906–1987), kolumbianischer römisch-katholischer Geistlicher
- Robert Mejía (* 2000), kolumbianischer Fußballspieler
- Rodrigo Mejía Saldarriaga (* 1938), kolumbianischer Priester
- Salvador Mejía (* 1961), mexikanischer Fernsehproduzent
- Sammy Mejia (* 1983), US-amerikanisch-dominikanischer Basketballspieler
- Tehlor Kay Mejia, US-amerikanische Schriftstellerin
- Tomás Mejía (1820–1867), mexikanischer General
- Vicente Mejía Colindres (1878–1966), Präsident von Honduras